# Rai - Radiotelevisione Italiana
|  | Denne artikel er om den italiensk medievirksomhed. For fodboldspilleren, se Raí |
Rai – Radiotelevisione Italiana, indtil 1954 kendt som Radio Audizioni Italiane, er en italiensk statsejet public service-medievirksomhed. Rai driver tre tv-kanaler og tre radiokanaler samt flere satellit- og digitalkanaler. Rai blev dannet som den Unione Radiofonica Italiana i 1924 og var i 1950 en af de 23 stiftende organisationer bag European Broadcasting Union.
Rai finansieres dels af licens, dels af reklameindtægter. Det var en overgang på tale at privatisere virksomheden delvist ved at sælge 20%, men de planer blev skrinlagt i 2005.

## Kanaler
RAI udsender tre kanaler via det jordbaserede sendenet: Rai 1, Rai 2 og Rai 3.
Rai 1 er hovedkanalen, og henvender sig til et bredt publikum. Rai 2s programmer henvender sig til et lidt yngre publikum, mens Rai 3 er den alternative kanal. Kanalerne blev grundlagt hhv. 1954, 1961 og 1979.
På radiosiden er koncernens største kanaler Rai Radio 1, Radio 2 og Radio 3. Mens Rai Radio 1 primært sender nyheder, magasinprogrammer m.v., har Rai Radio 2 en adult contemporary-profil med talkshows og popmusik. Rai Radio 3 sender udelukkende klassisk musik.
| Anime eller manga | Spire Denne artikel om medie og kommunikation er en spire som bør udbygges. Du er velkommen til at hjælpe Wikipedia ved at udvide den. |